# Sangue di Caino
Sangue di Caino (The Road to Denver) è un film del 1955 diretto da Joseph Kane.
È un film western statunitense con John Payne, Mona Freeman e Lee J. Cobb. È basato sul romanzo del 1950 The Man from Texas di Bill Gulick (serializzato sul The Saturday Evening).

## Trama
Bill Mayhew deve continuamente tirare fuori dai guai suo fratello minore Sam, arrivando a scontare una pena in carcere al posto suo. Costretto per trovare lavoro a cambiare nome e a separarsi dal fratello, Bill viene assunto da John Sutton, proprietario di una scuderia e che sta per aprire un servizio di diligenza per Denver. Bill prende parte al primo viaggio come scorta a un carico d'oro.
Nel frattempo Sam è entrato alle dipendenze del gestore del saloon, Jim Donovan, un tipo losco e ambizioso: scoperto che Bill e Sam sono fratelli, Donovan convince questi a fingere di essere in pericolo per costringere Bill a consegnargli l'oro ma Bill rifiuta il ricatto mettendo il carico in salvo.
Esasperato dall'atteggiamento del fratello, Sam lo sfida a un duello alla pistola, ma Bill è più veloce e lo disarma; tuttavia invece di consegnarlo alla legge si avvia voltandogli le spalle. Colpito dal gesto Sam si ravvede, e accetta un lavoro onesto come postiglione per le diligenze di Sutton.

## Produzione
Il film, diretto da Joseph Kane su una sceneggiatura di Horace McCoy e Allen Rivkin con il soggetto di William Gulick, fu prodotto da Joseph Kane per la Republic Pictures e girato nello Snow Canyon e a St. George, Utah. Il titolo di lavorazione fu The Man from Texas.

## Distribuzione
Il film fu distribuito con il titolo The Road to Denver negli Stati Uniti dal 15 giugno 1955 al cinema dalla Republic Pictures.
Altre distribuzioni:
- in Portogallo il 12 marzo 1956 (O Renegado Cruel)
- in Danimarca il 2 aprile 1956 (Diligencen fra Texas)
- in Svezia il 3 aprile 1956 (Duell i Denver)
- in Germania Ovest il 20 aprile 1956 (Postraub in Central City)
- in Austria nel 1957 (Postraub in Central City)
- in Finlandia il 29 marzo 1957 (Kaksintaistelu Denverissä)
- in Belgio (Colorado Saloon)
- in Francia (Colorado Saloon)
- in Spagna (La ruta de Denver)
- in Brasile (Renegado Impiedoso)
- in Italia (Sangue di Caino)

## Promozione
Le tagline sono:
- "Face-To-Face and Pistol-To-Pistol! BROTHER AGAINST BROTHER!".
- "Young...but not too young for love! Honey-haired Liz---an exciting girl in a town of reckless men!".
- "He Was The Fastest Gun In A Gunfighter's Town...'Til A Tall Texan With A Lightning Draw Hunted Him Down...IT WAS BROTHER AGAINST BROTHER!".